# Elasmus dumasi
Elasmus dumasi är en stekelart som beskrevs av Girault 1920. Elasmus dumasi ingår i släktet Elasmus och familjen finglanssteklar. Inga underarter finns listade i Catalogue of Life.